# Congressional Workers Union
El Congressional Workers Union (CWU, «Sindicato de Trabajadores del Congreso») es un sindicato estadounidense que representa el personal del Congreso de los Estados Unidos tanto en las oficinas individuales de los Representantes y Senadores de los Estados Unidos como también al personal de los comités.

## Antecedentes
Un estudio de 2020 encontró que uno de cada ocho miembros del personal del Congreso de los Estados Unidos no ganaba un salario digno; otros dijeron que dependían de cupones de alimentos o tenían segundos empleos. Una encuesta de 2022 realizada por la Congressional Progressive Staff Association («Asociación de Personal Progresista del Congreso») mostró que el 86% del personal no gerencial y el 80% del personal gerencial dijeron que sentían que había un «ambiente de trabajo tóxico en el Congreso» y el 91% de los encuestados dijeron que querían «más protecciones para brindar [a ellos] una voz en el trabajo».
Otros problemas relacionados con las condiciones laborales, incluidos el acoso y el racismo, fueron publicados en una cuenta anónima de Instagram llamada Dear White Staffers.
Se suponía que la Ley de Responsabilidad del Congreso de 1995 ampliaría los derechos laborales al personal del Congreso, pero el Congreso nunca autorizó las regulaciones que habrían implementado protecciones legales para la organización.

## Formación
En las semanas posteriores al asalto al Capitolio de los Estados Unidos de 2021, varios miembros del personal recibieron una llamada para discutir la creación formal de un sindicato, y una persona participó desde un baño en el edificio de oficinas de Rayburn House.
En febrero de 2022, la presidenta de la Cámara de Representantes Nancy Pelosi dijo que apoyaba que el personal del Congreso tuviera derecho a organizarse, lo que llevó a los organizadores del CWU a hacer públicos sus esfuerzos. El CWU comenzó a discutir con el representante Andy Levin la presentación de una resolución que protegiera el derecho de organización del personal de la Cámara mediante la implementación de las regulaciones de la Ley de Responsabilidad del Congreso, lo que hizo una semana después.
El Comité de Administración de la Cámara celebró una audiencia sobre la resolución en marzo, el pleno de la Cámara la aprobó por 217 a 202 votos en mayo. Entró en vigor el 18 de julio de 2022; el CWU anunció que ocho oficinas de la Cámara habían presentado peticiones para un sindicato el mismo día.

## Cámara de Representantes de los Estados Unidos
Las oficinas de los siguientes representantes votaron para formar un sindicato:
- Cori Bush (Misuri) [11]
- Sean Casten (Illinois) [12]
- Chuy García (Illinois) [11]
- Ro Khanna (California) [11]
- Andy Levin (Míchigan) [11]
- Ted Lieu (California) [11]
- Alexandria Ocasio-Cortez (Nueva York) [12]
- Mark Pocan (Wisconsin) [12]
- Ilhan Omar (Minnesota) [13]
- Melanie Stansbury (Nuevo México) [13]
- Mark Takano (California) [12]
- Dina Titus (Nevada) [12]

El personal del Comité de Educación y Fuerza Laboral también presentó una petición para sindicalizarse. El personal de Levin fue el primero en organizar y negociar un contrato en octubre de 2022, pero solo estuvo en vigor durante dos meses debido a que perdió su candidatura a la reelección.

## Senado de los Estados Unidos
La resolución aprobada en la Cámara no protege al personal del Senado de represalias por organizarse, por lo que el CWU envió una carta a los líderes del Senado en febrero de 2023, pidiéndoles que aprobaran las mismas regulaciones de la Ley de Responsabilidad del Congreso. El senador Sherrod Brown presentó una resolución de este tipo en junio.
En marzo de 2023, el senador Ed Markey reconoció voluntariamente un sindicato formado por su personal.